# Grogol (Kapetakan)
Grogol is een bestuurslaag in het regentschap Cirebon van de provincie West-Java, Indonesië. Grogol telt 5622 inwoners (volkstelling 2010).